# کونوسوکه کوسازومی
کونوسوکه کوسازومی (انگلیسی: Konosuke Kusazumi؛ زادهٔ ۱۲ ژوئیهٔ ۲۰۰۰) بازیکن فوتبال اهل ژاپن است.
از باشگاه‌هایی که در آن بازی کرده‌است می‌توان به باشگاه فوتبال توکیو اشاره کرد.